# Niementowski-reactie
De niementowski-reactie is genoemd naar de Poolse scheikundige Stefan Niementowski, die het verloop van de reactie reeds in 1894 beschreef. Afhankelijk van de gebruikte reagentia en de beoogde eindproducten maakt men soms een onderscheid tussen de niementowski-quinazolon- en de Niementowski-chinoline-synthese. Beide vertrekken vanuit antranilzuur. Een quinazolon kan verkregen worden via reactie van antranilzuur met een amide (formamide in onderstaande figuur). In de chinoline-variant maakt men gebruik van een aldehyde of keton, dat via condensatie met antranilzuur het corresponderende chinoline geeft (een γ-hydroxychinoline in dit geval).